# 下板城站
下板城站是一个锦承线上的铁路车站，位于中华人民共和国河北省承德市承德县下板城镇，建于1936年，目前为三等站，由北京局集团承德车务段管辖。目前客运：办理旅客乘降；行李、包裹托运；货运：办理整车、零担货物发到。